# IDS Center
L'IDS Center è un grattacielo situato nell'80 South 8th Street di Minneapolis, nel Minnesota.
Completato nel 1972, è l'edificio più alto dello stato con un'altezza di 241 metri.
L'IDS fu costruito come quartier generale del Investors Diversified Services, Inc. - ora Ameriprise Financial. Ha anche ospitato il quartier generale della Dayton Hudson Corporation (ora Target Corporation) dal 1972 fino al 2001.
L'IDS di 57 piani è diventato il grattacielo più alto di Minneapolis quando ha superato in altezza la Torre Foshay di 32 piani nel 1972. Oltre ad essere più alto, IDS occupa una superficie molto più ampia rispetto al Foshay, con una struttura simile ad un obelisco.